# IMAM
La Industrie Meccaniche Aeronautiche Meridionali, meglio nota con l'acronimo di IMAM, era un'azienda aeronautica, con sede a Napoli, che produsse aeroplani dagli anni venti sino alla fine della seconda guerra mondiale.

Un velivolo Ro.5

## Storia
La società, inizialmente parte della Società Anonima Officine Ferroviarie Meridionali di proprietà dell'ingegner Nicola Romeo, iniziò la produzione di velivoli nel 1923. Nel 1925 acquistò i diritti di produzione su licenza dall'azienda olandese Fokker e che l'azienda italiana utilizzerà per realizzare il Romeo Ro.1, un biplano bi e triposto da ricognizione e bombardamento copia quasi conforme del Fokker C.V-E. Inoltre realizzò, sempre su licenza, parti aeronautiche per conto della Fiat Aviazione fino alla nascita, nel 1927, della nuova società per azioni che comincerà a produrre apparecchi di propria progettazione oltre a continuare la produzione con il proprio marchio IMAM.
Pur non ripetendo lo stesso successo commerciale del Ro.1, impiegato con buoni risultati dall'aeronautica coloniale, i successivi modelli Ro.37 e Ro.43, ricognitori il primo terrestre il secondo imbarcato offrirono il loro contributo nel teatro bellico dei Balcani ad est e sul mar Mediterraneo, mentre i Ro.41 affiancavano gli altri biplani nelle scuole di volo della Regia Aeronautica.
Tra altri progetti meno fortunati il Ro.57 e la sua evoluzione Ro.58, quest'ultimo promettente caccia pesante bimotore ma che necessitava di una maggiore abilità nel pilotaggio, quindi il Ro.63, un pari ruolo del noto Fieseler Fi 156 "Storch" di produzione tedesca, che non riuscirà ad essere prodotto in numero sufficiente pur eguagliando in prestazioni lo Storch per l'ormai mancanza di risorse tecnologiche in cui versava l'Italia verso la fine della seconda guerra mondiale.
Nel secondo dopoguerra, (1950), IMAM diventa, col nome di Aerfer, parte del gruppo IRI Finmeccanica, con il quale produrrà alcuni interessanti prototipi di caccia a getto di prima generazione che però non superarono la fase iniziale di prototipo rimanendo senza seguito produttivo.

## Aerei
La IMAM produsse:
- IMAM Ro.1, prodotto prima della nascita della IMAM, a volte è indicato come Romeo Ro.1;
- IMAM Ro.1bis;
- IMAM Ro.5;
- IMAM Ro.10;
- IMAM Ro.25;
- IMAM Ro.26;
- IMAM Ro.30;
- IMAM Ro.37 Lince;
- IMAM Ro.41;
- IMAM Ro.43;
- IMAM Ro.44 Octopus;
- IMAM Ro.45;
- IMAM Ro.51;
- IMAM Ro.57;
- IMAM Ro.58;
- IMAM Ro.63.

La Aerfer produsse:
- Aerfer Sagittario 2 [2];
- Aerfer Ariete [3].